# Bulbophyllum kivuense
Bulbophyllum kivuense là một loài phong lan thuộc chi Bulbophyllum.